# Антоніо Шортіно
Антоніо Шортіно (Antonio Sciortino, 25 січня 1879, Зеббудж — 10 серпня 1947) — визначний мальтійський скульптор. У своїй творчості пройшов еволюцію від реалізму до футуризму, відчув сильний вплив Родена, потім виробив свій оригінальний стиль. З 1911 по 1936 рік був директором Британської школи в Римі (British School at Rome), потім з 1937 року — куратором Музею витончених мистецтв у Валлетті.
Перед Першою світовою війною скульптор брав участь у декількох міжнародних конкурсах з виготовлення пам'ятника Т. Г. Шевченку для Києва. Неодноразово перероблений Шортіно проєкт пам'ятника так і не був реалізований. 